# Monique van der Velden
Monique van der Velden (Badhoevedorp, 1973) is een Nederlandse kunstschaatser. Zij is drievoudig Nederlands kampioene (1993-1995). 

## Sportcarrière
Van der Velden  begon te schaatsen op negenjarige leeftijd. Ze werd gecoacht door Corrie Broweleit.
Op het Wereldkampioenschap kunstschaatsen van 1992-93 behaalde ze de vijfendertigste plaats en op dat van 1993-94 de dertigste. Tijdens het Europese kampioenschap kunstschaatsen van 1993-94 in Kopenhagen, Denemarken, werd ze vijfendertigste en in 1994-95 in Dortmund, Duitsland, tweeëntwintigste. Van der Velden deed vijf keer mee aan het Nederlands kampioenschap kunstschaatsen en behaalde een zilveren medaille, een bronzen en vervolgens drie keer goud.

## Belangrijke resultaten
| Resultaten               | 1990-91 | 1991-92 | 1992-93 | 1993-94 | 1994-95 |
| ------------------------ | ------- | ------- | ------- | ------- | ------- |
| Wereldkampioenschap      |         |         | 35e     |         | 30e     |
| Europees kampioenschap   |         |         |         | 35e     | 22e     |
| Nederlands kampioenschap | Zilver  | Brons   | Goud    | Goud    | Goud    |

## Privé
In 2006 deed Van der Velden mee aan het tv-programma Dancing on ice als dansleraar en coach van de Belgische tv-presentator Staf Coppens. Het danskoppel veroverde de kampioenstitel.  Van der Velden en Coppens kregen privé een relatie en het paar huwde op 20 september 2014. Ze hebben twee kinderen, een zoon en een dochter, die deelnamen aan de Challenge Cup voor kunstrijden op de schaats in Den Haag in 2020.

## Zweden
In 2020 verhuisde het gezin Coppens-Van der Velden naar het Zweedse Årjäng waar ze een camping openden. De tv-zender VTM zond in 2021 de achtdelige tv-reeks Camping Coppens - Op weg naar Zweden uit waarin de evolutie werd gevolgd vanaf de verhuis uit Tremelo, België tot aan de opening van de camping in Zweden. Monique van der Velden is nu officieel schaatscoach in Zweden.